# 关东街道
关东街道，是中华人民共和国湖北省武汉市洪山区下辖的一个乡镇级行政单位。

## 行政区划
关东街道下辖以下地区：
关东社区、曙光社区、荷叶社区、关南社区、南湖社区、汤逊湖社区和关山村。